# قطب أكسيد معدني مختلط

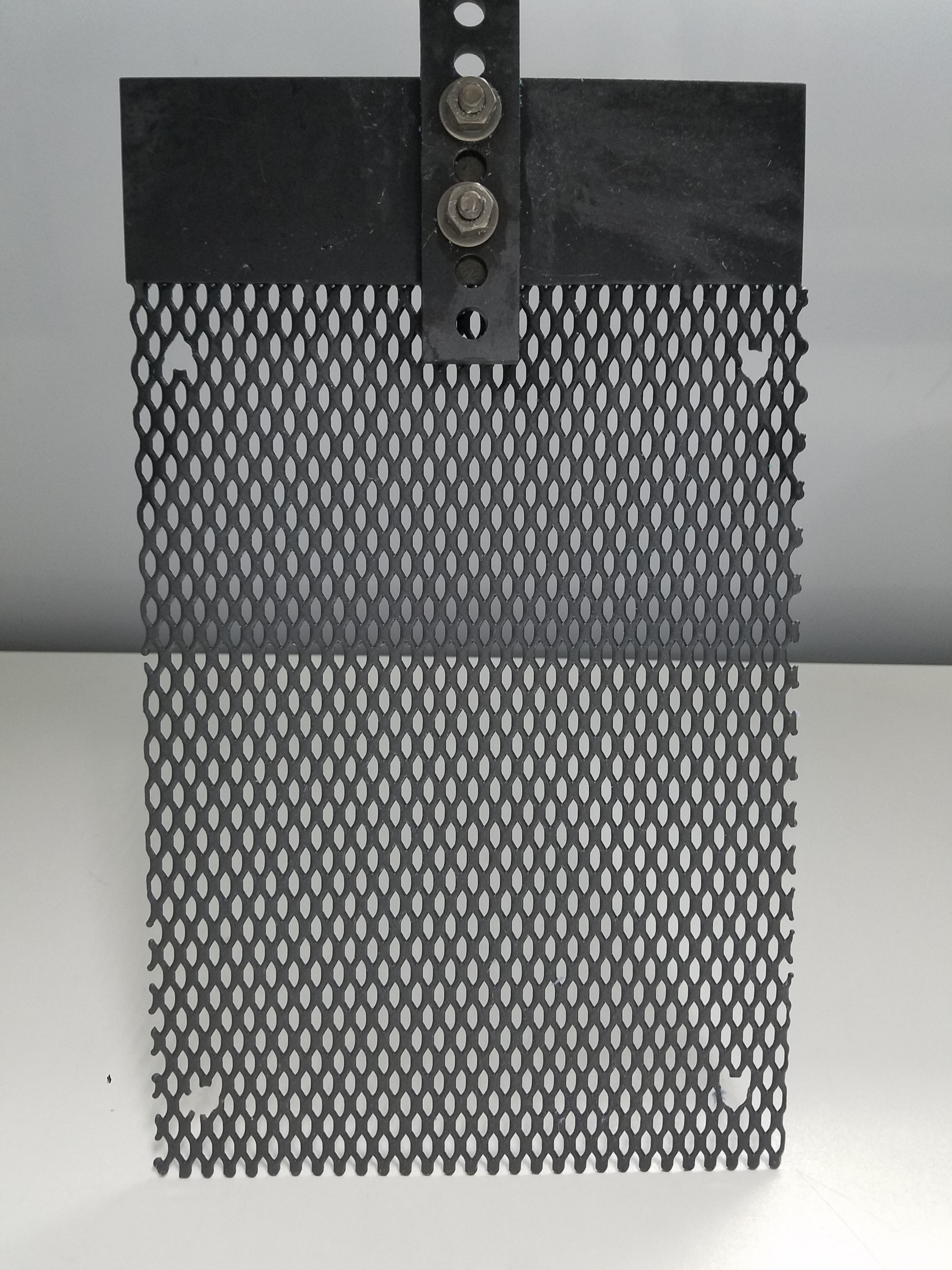
شبكة الأنود المُستخدمة في الطلاء الكهربائي

أقطاب أكسيد المعادن المختلطة (MMO)، وتسمى أيضًا الأنودات المستقرة الأبعاد (DSA)، هي أجهزة ذات موصلية عالية ومقاومة للتآكل تُستخدم كأقطاب في التحليل الكهربائي. يتم تصنيعها عن طريق ركيزة مطلية، مثل لوحة التيتانيوم النقي أو شبكة موسعة، مع عدة أنواع من أكاسيد المعادن.
يمكن أن يكون تحميل كمية المعادن الثمينة على الركيزة حوالي 10 إلى 12 جرامًا لكل متر مربع.
تشمل التطبيقات استخدام الأنودات في الخلايا الإلكتروليتية لإنتاج الكلور الحر من المياه المالحة في حمامات السباحة، وفي التعدين الكهربائي للمعادن، وفي تصنيع لوحات الدوائر المطبوعة، والتشغيل الكهربائي والجلفنة بالزنك الكهربائي للصلب، وأيضًا كأنودات للحماية الكاثودية للهياكل المدفونة أو المغمورة.
سجل هنري برنارد بير براءة اختراع أقطاب أكسيد المعادن المختلطة في عام 1965.